# Lichnanthe cooperi
Lichnanthe cooperi is een keversoort uit de familie Glaphyridae. De wetenschappelijke naam van de soort is voor het eerst geldig gepubliceerd in 1867 door Horn.